# Heinrich Otto Ehlers
Heinrich Otto Ehlers (* 1. April 1846 in Meyenburg, Provinz Hannover; † 8. Februar 1910 in Danzig) war ein deutscher Politiker und Mitglied des Preußischen Abgeordnetenhauses von 1894 bis 1903. Er amtierte als Oberbürgermeister der Stadt Danzig von 1903 bis 1910. In dieser Funktion war Ehlers auch Mitglied des Preußischen Herrenhauses.
Ehlers war mit Margarete Rovenhagen verheiratet. Ihr gemeinsamer Sohn Otto (1889–1932), der in Tübingen, Berlin und Rostock Medizin studierte, praktizierte ab 1921 als Arzt in Rostock-Gehlsdorf.
Der evangelische Pfarrer und Schriftsteller Artur Brausewetter, der vierzig Jahre an der Marienkirche in Danzig wirkte, bezeichnete Ehlers in seiner Autobiografie von 1944 rückblickend als einen „hervorragenden“ Oberbürgermeister, der zudem über einem mit „aus der Tiefe des Gemütes strömenden Humor“ verfügte.